# Yazeed Al-Bakr
Yazeed Al-Bakr (Al Zulfi, 11 de noviembre de 1995) es un futbolista saudita que juega en la demarcación de lateral derecho para el Al-Hazem de la Liga Profesional Saudí.

## Selección nacional
Hizo su debut con la selección de fútbol de Arabia Saudita en un partido amistoso contra Guinea Ecuatorial que finalizó con un resultado de 3-2 a favor del combinado saudita tras los goles de Mohammed Al-Khabrani, Abdullah Al-Shamekh y Abdulfattah Adam para Arabia Saudita, y un doblete de Emilio Nsue para Guinea Ecuatorial.

## Clubes
| Club             | País           | Año       | Partidos | Goles |
| ---------------- | -------------- | --------- | -------- | ----- |
| Al-Zulfi FC      | Arabia Saudita | 2013-2017 | 1        | 0     |
| Al-Faisaly FC    | Arabia Saudita | 2017-2019 | 26       | 1     |
| Al-Ahli Saudi FC | Arabia Saudita | 2019-2021 | 15       | 0     |
| Al Taawoun FC    | Arabia Saudita | 2021-2023 | 27       | 2     |
| Al-Hazem         | Arabia Saudita | 2023-     | 16       | 0     |